# Медалін Мюррей О'Гейр
Медалін Мейс, у шлюбах Мюррей O'Гейр (13 квітня 1919, Піттсбург, Пенсільванія, США — 29 вересня 1995, Остін, США) — американська активістка атеїзму та фемінізму, адвокатка, журналістка та письменниця, що підтримувала атеїзм та розділення церкви і держави.
1963 року заснувала компанію «Американські атеїсти», яку очолювала до 1986 року, після чого її змінив син Джон Гарт Мюррей. Вона створила перші номери журналу American Atheist Magazine.
О'Гейр відома за судовим процесом Мюррей проти Керлетт, в ході якого оскаржувалася політика обов'язкових молитов і читання Біблії в державних школах Балтимора, в якому позивачем був її перший син Вільям Дж. Мюррей. Разом зі справою Шкільний округ Абінгтон проти Шемппа (1963) її слухав Верховний суд США, який постановив, що офіційно санкціоноване обов'язкове читання Біблії в американських державних школах є неконституційним. На подібних підставах Верховний суд заборонив офіційну молитву в школах у справі Енґел проти Вітала (1962). Через «Американські атеїсти» О'Гейр подала багато інших позовів з питань розділення церкви і держави.
1995 року О'Гейр, її другого сина Джона Гарта Мюррея і її внучку й прийомну дочку Робін Мюррей О'Гейр убив Девід Роланд Вотерс, засуджений за кримінальний злочин колишній співробітник «Американських атеїстів». Тіла не були знайдені, поки Вотерс, після його засудження, не привів владу до місця поховання.

## Біографія
Медалін Мейс народилася 13 квітня 1919 року в районі Бічв'ю в Піттсбурзі, штат Пенсільванія, в сім'ї Лени Крістіни (до шлюбу Шолле) і Джона Ірвіна Мейса. Вона мала старшого брата Джона Ірвіна-молодшого (відомого як «Ірв»). Їхній батько мав шотландсько-ірландське походження, а мати — німецьке. У 4 роки Медалін охрестили в пресвітеріанській церкві її батька; її мати була лютеранкою. Сім'я переїхала в Огайо, і 1936 року Мейс закінчила Россфордську середню школу в Россфорді.
1941 року Мейс одружилася зі сталеваром Джоном Генрі Ротсом. Вони розлучилися, коли обидва вступили на військову службу під час Другої світової війни, він — у Корпус морської піхоти США, а вона — в Жіночий корпус армії США. У квітні 1945 року, працюючи криптографкою в Італії, почала стосунки з офіцером Вільямом Дж. Мюрреєм-молодшим, одруженим католиком. Він відмовився розлучитися. Мейс розлучилася з Ротсом і прийняла ім'я Медалін Мюррей. Після повернення в Огайо народила сина від Мюррея і назвала його Вільямом Дж. Мюрреєм III (на прізвисько «Білл»).
1949 року Мюррей здобула ступінь бакалавра в Ешлендському університеті. Вона здобула ступінь юриста в Юридичному коледжі Південного Техасу, але не склала іспиту на адвоката.
Переїхала з Біллом до Балтимора, штат Меріленд. 16 листопада 1954 року народила другого сина, Джона Гарта Мюррея, від свого хлопця Майкла Фіорілло. Їхні стосунки припинилися і вважають, що хлопчик, відомий як Гарт, ніколи не зустрічався з батьком.
За словами її сина Вільяма, Медалін двічі намагалася втекти до Радянського Союзу, спочатку подавши заявку 1959 року через радянське посольство у Вашингтоні, округ Колумбія, а потім до посольства в Парижі, приїхавши туди спеціально з цією метою 1960 року; в обох випадках Союз відмовив їй у в'їзді. Після повернення з Парижа Мюррей і сини оселилися з її матір'ю, батьком і братом Ірвом у їхньому будинку в районі Лох-Рейвен у Балтиморі. Незабаром після цього Медалін супроводжувала Вільяма до сусідньої Вудборнської середньої школи, щоб повторно записати його на перший курс, і була незадоволена тим, що студенти, після проголошення клятви вірності, молилися. Вона доручила Вільяму вести журнал усіх релігійних вправ і згадок про релігію протягом наступних двох тижнів, кажучи: «Ну, якщо вони не дозволять нам поїхати в Росію, де є певна свобода, нам просто доведеться змінити Америку». Після двох тижнів і після того, як шкільна адміністрація відхилила її прохання дозволити Вільяму покидати клас під час молитов, вона забрала його зі школи і подала позов проти системи державних шкіл Балтимора, назвавши Вільяма позивачем. Вона сказала, що практика обов'язкової молитви і обов'язкового читання Біблії суперечить Конституції. Верховний суд США підтвердив її позицію своєю постановою 1963 року.
Через ворожість у Балтиморі до її сім'ї, пов'язану з цією справою, Мюррей із синами 1963 року покинула Меріленд і переїхала в Гонолулу, Гаваї. Вона нібито напала на п'ятьох офіцерів поліцейського управління Балтімора, які намагалися забрати дівчину її сина Білла Сьюзан з її будинку; та була неповнолітньою і втекла з дому. Сьюзан народила від Білла дочку, яку назвала Робін. Пізніше Мюррей удочерила Робін.
1965 року Мюррей одружилася з морським піхотинцем США Річардом О'Гейром і доповнила своє прізвище. В 1940-х він належав до комуністичної групи в Детройті. В ході розслідувань 1950-х він назвав ФБР понад 100 Імен інших членів. Пізніше його звинуватять у неправдивому твердженні, що він агент ФБР. Їхні стосунки описують як «співзалежні за підручником». Хоча пара розлучилася, за законом вони були одруженими до смерті Річарда 1978 року.
1980 року вона публічно зреклась свого сина Білла, коли він оголосив, що прийняв християнство.

## Атеїстичний активізм
1960 року Мюррей подала позов проти системи державних шкіл Балтимора (Мюррей проти Керлетт), назвавши позивачем свого сина Вільяма. Вона кинула виклик практиці міської шкільної системи, що вимагала від учнів брати участь у читанні Біблії в державних школах міста. Вона сказала, що відмова її сина від участі призвела до знущань з боку однокласників, і що адміністрація потурала такій поведінці. Після об'єднання зі справою Шкільний округ Абінгтон проти Шемппа, позов 1963 року розглянув Верховний суд США. Суд проголосував 8-1 на користь Шемппа, заявивши, що обов'язкове публічне читання Біблії студентами є неконституційним. За рік до цього суд у справі Енґел проти Вітала (1962) визнав неконституційною молитву в школах.
О'Гейр подала низку інших позовів: один був проти Національного управління з аеронавтики та дослідження космічного простору (НАСА) через читання книги Буття екіпажем «Аполлон-8». Верховний суд США відхилив справу за непідсудністю. Виклик мав обмежений ефект.
О'Гейр кілька разів з'являлася на шоу Філа Донаг'ю, зокрема в першому епізоді 1967 року. Пізніше Донах'ю сказав, що О'Гейр була неприємною особисто і знущалася над ним за кадром за те, що він католик. Вона з'явилася на шоу в березні 1970 року, щоб обговорити проповідника Боба Гаррінгтона, «капелана з Бурбон-стріт».
О'Гейр підтримала Джиммі Картера на президентських виборах 1976 року через його незгоду з обов'язковістю шкільної молитви, його підтримку сексуальної освіти в державних школах і його позицію з екологічних питань.

### Американські атеїсти
Після поселення в Остін, штат Техас, О'Гейр 1963 року заснувала компанію «Американські атеїсти». Вона ідентифікується як «загальнонаціональний рух, який захищає цивільні права невіруючих, працює над віддокремленням церкви від держави і вирішує питання державної політики Першої поправки». Вона була першим генеральним директором і президентом групи до 1986 року. Вона була громадським голосом і обличчям атеїзму в Сполучених Штатах 1960-х і 1970-х років. Хоча її син Гарт Мюррей офіційно змінив її на посаді президента, вона зберегла значну частину влади і вплив на прийняття рішень.
В інтерв'ю 1965 року журналу Playboy О'Гейр описала релігію як «милицю» і «ірраціональну опору на забобони і надприродні нісенітниці». В тому ж інтерв'ю вона описала численні передбачувані випадки переслідування, залякування і загроз смерті щодо неї та її сім'ї. Вона прочитала кілька листів, серед яких, як вона стверджувала, в одному говорилося (стосовно навернення апостола Павла по дорозі в Дамаск): «Нехай Ісус, Якого ви так рішуче заперечуєте, перетворить вас на Павла». О'Гейр сказала інтерв'юеру: «Хіба це не мило? Крістін Йоргенсен довелося їхати до Швеції на операцію, але мене вони виправлять з вірою — безболісно і даремно». Вона сказала, що покинула Балтимор через переслідування з боку жителів. Вона отримала лист, що містить фотографії, вимазані фекаліями, домашнє кошеня її сина Джона вбили, а її будинок закидали камінням. Вона сказала, що думає, що такі події спровокували смертельний серцевий напад у її батька.
О'Гейр подала кілька позовів, що оскаржують урядову практику, засновану на підтримці та визначенні конституційного розділення церкви і держави. Серед них був один проти політики міста Балтимора щодо класифікації католицької церкви як організації, звільненої від податків з точки зору власності.
О'Гейр заснувала атеїстичну радіопрограму, в якій критикувала релігію та теїзм. Вона вела телешоу «Американський форум атеїстів», яке транслювалося більш ніж у 140 системах кабельного телебачення.
Заарештована за хуліганство в Остіні 1977 році, О'Гейр продовжувала залишатися фігурою, що поляризувала сили до 1980-х. Вона була «головним спічрайтером» президентської кампанії Ларрі Флінта 1984 року. Її регулярно запрошували як гостю на телевізійні ток-шоу. Її другий син Гарт Мюррей офіційно змінив її на посаді президента американських атеїстів, але вона говорила, що зберегла більшу частину влади. На той час деякі керівники вийшли з основної групи. Але до 2007 року «Американські атеїсти» продовжували залишатися активною організацією, число членів якої постійно зростало.
Її син Вільям Дж. Мюррей 1980 року став християнином, а потім — баптистським священиком, і опублікував 1982 року мемуари про свою духовну подорож. Мюррей О'Гейр прокоментувала: «Я думаю, це можна було б назвати післяпологовим абортом з боку матері; я повністю відкидаю його зараз і назавжди. … він не підлягає людському прощенню».
1988 року О'Гейр випустила кілька випусків «Шукача істини» під своїм мастгедом, намагаючись заволодіти виданням. Але суди відхилили її право власності.
У 1990-х штат «Американських атеїстів» складався з О'Гейр, її сина Джона Гарта Мюррея, Робін Мюррей О'Гейр і декількох співробітників. Вільям Дж. Мюррей був відчуженим від своєї матері, брата і дочки. Вони не зустрічалися і не розмовляли багато років. Трійця жила у великому будинку О'Гейр, працювала в одному офісі і брала спільні відпустки.

### Судові справи
О'Гейр подала численні позови, в яких стверджувала, що розділення церкви і держави порушено.
- Мюррей проти Керлетт (1963) — проти читання Біблії і молитов у державних школах Меріленду.
- Мюррей проти Сполучених Штатів (1964) — щоб змусити Федеральну комісію зі зв'язку розширити Доктрину справедливості, щоб представити атеїстів на радіо і телебаченні нарівні з релігією.
- Мюррей проти Ніксона (1970) — проти щотижневих релігійних служінь у Білому домі.
- О'Гейр проти Пейна (1971) — проти відкритого читання Біблії астронавтами США (які є федеральними службовцями) під час космічних польотів, чому сприяло читання книги Буття екіпажем Аполлона-8.
- О'Гейр проти Кука (1977) — оскаржувала вступну молитву на зборах міської ради в Остіні, штат Техас.
- О'Гейр проти Блюменталя (1978) — оскаржувала використання фрази «Ми віримо в Бога» на американській валюті.
- О'Гейр проти Гілла (1978) — вимагала видалити з Конституції Техасу положення, що вимагає віри в Бога від осіб, які займають державні посади.
- О'Гейр проти Андруса (1979) — оскаржувала використання приміщень національного парку Папою Римським для проведення римсько-католицької меси на Моллі у Вашингтоні, округ Колумбія.
- О'Гейр проти Клементса (1980) — намагалася видалити шопку, виставлену в ротонді будівлі Капітолію в Остіні, штат Техас.
- Картер та ін. проти Медичного центру Broadlawns та ін. (1984—1987 рр.)[29][30] — оскаржувала працевлаштування на повну ставку капелана у фінансовану за рахунок податків окружну лікарню Медичного центру Бродлоун у Де-Мойні, штат Айова.

## Фемінізм
Під час інтерв'ю Playboy 1965 року О'Гейр назвала себе «войовничою феміністкою» і висловила своє невдоволення нерівністю жінок в Америці:
Американський чоловік продовжує використовувати їх у сексуальних цілях з однією метою: для досягнення власної еякуляції. Йому, здається, не спадає на думку, що вона може бути метою сама по собі або подбати про те, щоб у неї було належне сексуальне задоволення. І, на його думку, сексуальна привабливість прямо пропорційна величезним жіночим цицькам. Я не кажу, що всі американські чоловіки такі, але дев'ять із десяти — це кретини з фіксацією на грудях, бах-бам-дякую-мем, яким просто наплювати на чиєсь задоволення, крім свого власного. Якщо ви говорите про інтелектуальну та соціальну рівність жінок, то тут не набагато краще. Ми лише починаємо ламати лід. В Америці, як і раніше, домінують чоловіки. Більшість американських чоловіків відчувають загрозу в сексуальному плані, якщо тільки вони не вищі зростом, інтелектуальніші, освіченіші, краще оплачувані і займають вище становище у діловому світі. Вони мають бути авторитетом, останнім словом. Вони кажуть, що шукають дівчину, схожу на ту, що колись вийшла заміж за їх дорогого старого тата, але насправді вони хочуть і зазвичай отримують пустоголову курку, яка дуже молода, дуже фізично розвинена і дуже покірна. Що ж, я просто не можу бачити ні чоловіка, ні жінку в становищі залежності, тому що з такого роду стосунків випливає почуття переваги в однієї зі сторін і неповноцінності в іншої, і це повільно отруює. На мій погляд, чоловікам не потрібен був би хтось нижчий за них, якби вони не відчували себе неповноцінними. Їх лякає зріла жінка.Оригінальний текст (англ.)
The American male continues to use her sexually for one thing: a means to the end of his own ejaculation. It doesn't seem to occur to him that she might be a worthwhile end in herself, or to see to it that she has a proper sexual release. And, to him, sex appeal is directly proportional to the immensity of a woman's tits. I'm not saying that all American men are this way, but nine out of ten are breast-fixated, wham-bam-thank-you-ma'am cretins who just don't give a damn about anyone's gratification but their own. If you're talking about intellectual and social equality for women, we're not much better off. We're just beginning to break the ice. America is still very much a male-dominated society. Most American men feel threatened sexually unless they're taller than the female, more intellectual, better educated, better paid and higher placed statuswise in the business world. They've got to be the authority, the final word. They say they're looking for a girl just like the girl who married dear old dad, but what they really want, and usually get, is an empty-headed little chick who's very young and very physical — and very submissive. Well, I just can't see either a man or a woman in a dependency position, because from this sort of relationship flows a feeling of superiority on one side and inferiority on the other, and that's a form of slow poison. As I see it, men wouldn't want somebody inferior to them unless they felt inadequate themselves. They're intimidated by a mature woman.

Вона також висловила невдоволення Рухом визволення жінок.

## Вбивство
27 серпня 1995 року О'Гейр, її син Джон Гарт Мюррей і її внучка Робін Мюррей О'Гейр зникли зі свого будинку і офісу. До замкнених дверей офісу було прикріплено машинописну записку, в якій говорилося: «Сім'ю Мюррей О'Гейр терміново викликали з міста. На момент написання цієї записки ми не знаємо, як довго нас не буде».
Коли поліція увійшла в будинок О'Гейр, здавалося, що вони пішли раптово. У телефонних розмовах трійця сказала, що вони «у справах» у Сан-Антоніо, штат Техас. Гарт Мюррей замовив у ювеліра з Сан-Антоніо золоті монети на 600 000 доларів, але отримав лише на суму 400 000 доларів.
До 27 вересня співробітники «Американських атеїстів» отримали кілька телефонних дзвінків від Робін і Джона, але жоден з них не пояснив, чому вони поїхали або коли повернуться; співробітники повідомили, що їхні голоси звучали натужно і стривожено. Після 28 вересня від жодного з трьох ніяких повідомлень більше не надходило. «Американські атеїсти» через виведення коштів зазнали серйозних фінансових проблем, а кількість членів скоротилася через явний скандал. Було припущення, що ця трійця зникла, щоб приховати активи або уникнути кредиторів.

### Розслідування та арешти
Врешті-решт, розслідування зосередилося на Девіді Роланді Вотерсі, колишньому злочинці з жорстоким минулим, який працював на «Американські атеїсти». Раніше, того ж року він зізнався в крадіжці в організації 54000 доларів. Незабаром після того, як його крадіжку виявили, О'Гейр опублікувала в інформаційному бюлетені «Американських атеїстів» статтю, що викривала крадіжку й попередні злочини. О'Гейр стверджувала, що в 17 років Вотерс убив іншого підлітка. Вотерс був засуджений до восьми років тюремного ув'язнення.
Федеральні агенти ФБР і IRS разом із поліцією прийшли до висновку, що Вотерс і його спільники викрали всіх трьох членів сім'ї Мюррей О'Гейр, змусили їх забрати кошти, здійснили кілька походів по магазинах з їхніми грішми і кредитними картами, і вбили та розчленували всіх трьох. Спільниками Вотерса були Гері Пол Карр і Денні Фрай. Через кілька днів після вбивства О'Гейр і її сім'ї, Вотерс і Карр убили Фрая, тіло якого знайдено на дні річки без голови і рук. Його не могли пізнати 3,5 року.
Було оформлено ордер на обшук квартири Вотерса і його дівчини. В ході обшуку виявлено боєприпаси різного калібру. Вотерса заарештували, а вміст його квартири вилучили. У той же час у Воллд-Лейк, штат Мічиган, відшукали Гері Карра і допитали його. Просидівши останні 30 років у в'язниці за викрадення дочки судді, Карр не розмовляв. Йому зачитали його права і попросили вислухати обговорювану інформацію. Карр заговорив і звинуватив Вотерса в смерті Мюррей і О'Гейрів. Карр підписав письмові свідчення і намалював карту, щоб поліція могла знайти тіла. Карра заарештували за зберігання двох одиниць вогнепальної зброї і відправили у в'язницю. Він очікував суду в Детройті. Звинувачення щодо зброї зняли, Карра передали під варту маршалів Сполучених Штатів у Остіні, щоб судити за смерть О'Гейрів.
Після тритижневого судового розгляду, Карра визнано винним у змові з метою вимагання, поїздок між штатами з метою вчинення насильницьких дій, відмиванні грошей і перевезенні вкраденого майна між штатами — всі звинувачення пов'язані зі справою О'Гейр. Його виправдано за звинуваченням у змові з метою викрадення, оскільки влада ще не виявила тіл О'Гейрів. У серпні 2000 року окружний суддя США Сем Спаркс засудив Карра до двох довічних термінів тюремного ув'язнення.
Вотерса заарештовано і притягнуто до відповідальності; відповідно до звинувачення в змові, він погодився показати місце, де спалено й поховано розчленовані тіла О'Гейрів. Його засуджено до 20 років позбавлення волі у федеральній в'язниці, про що він просив, оскільки не хотів відбувати термін у в'язниці штату Техас на підставі ранішого засудження за крадіжку. Він не постав перед судом за викрадення і вбивство сім'ї О'Гейрів. Йому також наказали повернути 543 665 доларів «Американським атеїстам» і маєтки Медалін Мюррей О'Гейр, Джона Гарта Мюррея і Робін Мюррея О'Гейр. Малоймовірно, що ці борги були виплачені, тому що Вотерс не мав можливості заробляти гроші у в'язниці. Вотерс помер від раку легенів 27 січня 2003 року у Федеральному медичному центрі в Батнері, Північна Кароліна.
У січні 2001 року, після того визнання себе винним у змові, Вотерс сказав федеральним агентам, що О'Гейрів поховано на ранчо в Техасі, і згодом він привів їх до їхніх тіл. Під час розкопок правоохоронці виявили, що ноги трьох жертв відрізано пилкою. Останки мали такі великі пошкодження і розкладання, що чиновникам довелося ідентифікувати їх за допомогою стоматологічних записів, аналізів ДНК і, у випадку з Медалін О'Гейр, записів про протезування стегна зі шпиталю Брекенрідж в Остіні (тіло ідентифікували за серійним номером протеза стегна). На місці також знайдено голову й руки Денні Фрая.
Вотерс і його дівчина поклали золоті монети, отримані від О'Гейрів, у орендовану в подруги незахищену шафку для зберігання речей, яка мала тільки дешевий замок. Уотерс узяв кілька монет і кілька днів святкував з Гері Карром і його колишньою дружиною. Повернувшись до шафки, він виявив, що решту золотих монет (американські орли, кленові листи і крюґерранди) вкрадено. Група злодіїв зі Сан-Антоніо, що діяла в цьому районі, підібрала ключі до замка. Злодії натрапили на шафку, скористались ключем і знайшли валізу, повну золотих монет. Вони повернулися в Сан-Антоніо і за допомогою друзів обміняли золоті монети на готівку. Друзів відвезли на вихідні в Лас-Вегас. Всі, крім однієї монети, подарованої тітці як кулон, ці злодії витратили. Цю останню монету ФБР отримала після публічного звернення до Дня пам'яті 1999 року.
Під час цієї справи репортер з Остіна Роберт Брайс розкритикував відносну бездіяльність поліцейського управління Остіна. Він зазначив, що розслідування ведуть агенти Податкової служби, Федерального бюро розслідувань і шерифа округу Даллас.

## Заперечення Голокосту
У статті «Шоа: вічна надія» у випуску Американського атеїстичного журналу за серпень 1989 року Медалін Мюррей О'Гейр заявила:

Хоча про це зазвичай не повідомляють, Аушвіц був, перш за все, просто табором рабської праці, а ця праця була дуже необхідною Фарбену, Круппу та іншим. Для ведення війни.
Оригінальний текст (англ.)
Although it is not generally reported, Auschwitz was simply, first, and foremost, a slave labor camp - and the labor provided was much needed by Farben, Krupp, et aI., for the war effort.

У тій самій статті вона стверджувала, що «слідчі й наукові розслідування, проведені протягом останніх п'ятдесяти років», такі як книга заперечувача Голокосту Поля Рассіньє, встановили, що загальна кількість єврейських жертв склала від 1 до 1,5 мільйонів, додавши: «це далеко від передбачуваних 6 000 000», потім уточнивши:
Знову і знову під час аналізу ситуації стає очевидним один незаперечний факт. У німців і близько не було поїздів, здатних перевезти 6 мільйонів людей до концтаборів. Якби німці спробували розмістити, одягнути та нагодувати 6 000 000 євреїв та мільйони інших людей, ця діяльність паралізувала б їхні військові операції.Оригінальний текст (англ.)
Over and over again in the analysis of the situation, one compelling fact becomes clear. The Germans had nowhere near the train capacity to haul 6,000,000 people to concentration camp points. Had the Germans attempted to house, clothe, and feed 6,000,000 Jews plus millions of others, the activity would have paralyzed their military operations.

Вона зробила висновок:
Хороша новина для євреїв усього світу полягає в тому, що вони не втратили стільки «клану», скільки вони думали, що втратили. Центральна Європа була значно очищена від євреїв, але переважно за рахунок еміграції. Висока смертність від голоду в таборах в останні місяці війни багато в чому пояснювалася «політикою винищення союзників». Можливо, тому Сполучені Штати продовжують надсилати Ізраїлю 6 млрд доларів щороку як подарунок; вина зобов'язує.Оригінальний текст (англ.)
The good news for the Jews of the world is that they did not lose as many of "the clan" as they had thought they lost. Central Europe was, substantially, cleared of Jews, but that was primarily through emigration. The high death rate, from starvation, in the camps during the last months of the war was due largely to the "Allied extermination policies." Perhaps that is why the United States continues to send Israel $6 billion a year as a gift; guilt has its obligation.

## Спадщина
Позов Мюррей 1960 року проти шкільної системи міста Балтимора пізніше об'єднано з аналогічним позовом із Пенсільванії, коли вони дійшли в апеляційному провадженні до Верховного Суду США. Суд постановив 1963 року (у справі Шкільний округ Абінгтон проти Шемппа), що читання Біблії в державних школах США було неконституційним. Це рішення поступово призвело до припинення релігійної діяльності, спонсорованої державними школами. Очікувалося, що в таких заходах будуть брати участь нерелігійні студенти, і політика на рівні штатів варіювалася.
2012 року в Лу Нефф Пойнт у парку Зілкер в Остіні, штат Техас, встановлено меморіальну цеглину на честь Мюррей, її сина Джона і онуки Робін.
2013 року в будівлі суду округу Бредфорд у Флориді відкрито перший атеїстичний пам'ятник, установлений на території американського уряду, де інші жителі встановили пам'ятник релігійним ідеалам (у цьому випадку — копію Десяти заповідей). Це гранітна лава і п'єдестал вагою 1500 фунтів, на яких написано цитати О'Гейр, Томаса Джефферсона і Бенджаміна Франкліна. «Американські атеїсти» заявили, що планують побудувати ще 50 пам'ятників.

## У культурі
- Існують легенди, про те, що Мюррей О'Гейр погрожувала деяким телепрограмам через так званий релігійний зміст. Їх спростовано. У версії Петиції 2493 від 2009 року стверджується, що «Американські атеїсти» хочуть «прибрати Джоела Остіна, Джойс Майєр, Чарльза Стенлі, Девіда Єремію та інших пасторів з повітряних хвиль». Нібито Джеймс Добсон просить петиціонерів надсилати відповіді і пожертвування «Лізі Норман». Snopes.com стверджує, що це міф[44][45]. Добсон заперечує свою причетність.
- Епізод 10 сьомого сезону американського документального серіалу «Медичний детектив» під назвою «Без молитви» присвячено зникненню Медалін Мюррей О'Гейр, її сина Джона Гарта Мюррея і внучки Робін Мюррей О'Гейр. Епізод вперше вийшов у ефір 14 грудня 2002 року[46].
- Оригінальний фільм Netflix 2017 року «Найненависніша жінка в Америці» являє собою вільну драматизацію життя О'Гейр. Він присвячений викраденню і вбивству О'Гейр і двох членів її сім'ї 1995 року[47].
- У 5-й серії 4-го сезону «Закон і порядок: Злочинні наміри» під назвою «Eosphoros»[48] показано багато елементів убивства О'Гейр і її сім'ї. Епізод вийшов у ефір 24 жовтня 2004 року.